# Mate Bilić
Mate Bilić (* 23. Oktober 1980 in Split) ist ein ehemaliger kroatischer Fußballspieler. Er stand zuletzt beim kroatischen Erstligisten RNK Split unter Vertrag.
Er begann seine Karriere 1997 beim kroatischen Traditionsverein Hajduk Split, mit dem er in der Saison 2000/01 kroatischer Meister wurde.
2001 wechselte er in die spanische Primera Division zu Real Saragossa. Ein Jahr später wechselte er in die Segunda División zu UD Almería und dann zu Sporting Gijón. 2004 unterschrieb er beim FC Córdoba. Ein Jahr später stand er im Kader von UE Lleida. Dort konnte er 17 Treffer erzielen.
Im Juni 2006 entschied er sich dafür, in die österreichische Bundesliga zu wechseln, und unterschrieb einen Vertrag beim Rekordmeister SK Rapid Wien bis 2008.
Im Dezember 2007 wechselte Bilić jedoch vorzeitig zurück zu Sporting Gijón, wo er mit seinen Toren entscheidend zum Aufstieg beitrug.